# 인 웡 청
인 웡 청(중국어: 張賢旺, 영어: Yin-Wong Cheung, 1957년 6월 11일 ~ )은 마카오의 경제학자로, 국제경제학 교수로 재임하고 있다.
1947년 6월 11일 마카오에서 태어난 그는 펜실베니아 대학교에서 박사 학위를 받았다. 1990년 펜실베니아 대학교를 졸업하고 캘리포니아 산타크루즈 대학에서 교수가 되었다. 그곳에서 부교수가 된 그는 학교 위원회 등의 활동을 하였다. 에식스 대학교와 홍콩 대학교, 산둥 대학교에서 국제경제학 석좌 교수로 활동하고 있다. 홍콩 화폐연구소에서 조언가로, 독일의 경제연구센터 유럽에서 활동하는 국제재무연구소의 창립 멤버이기도 하다. 인 웡 청의 연구 대상은 계량경제학으로 부동산 가격 결정, 환율 변화 등과 같은 아시아 경제의 주제들에 대해서 계량경제학을 적용하는 것이다.